# Estrie

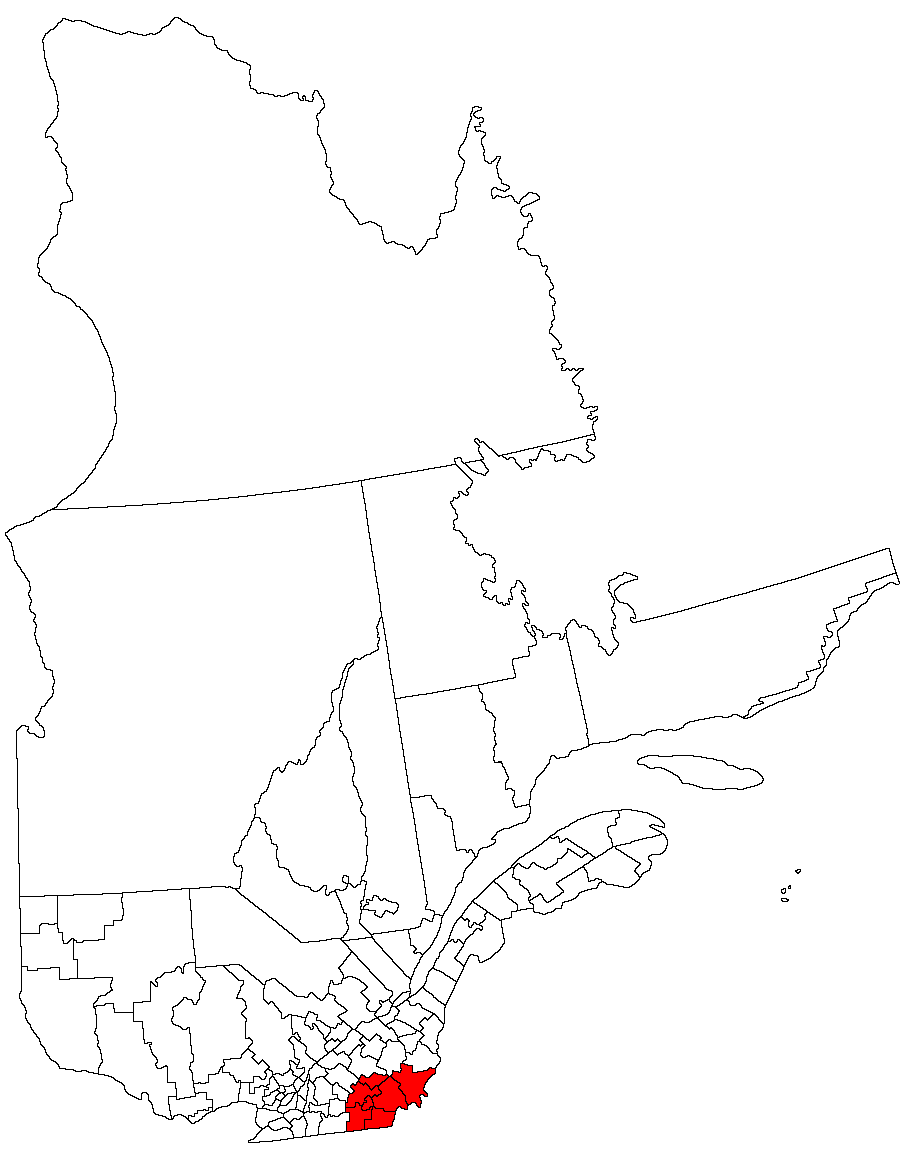
Localização da região administrativa de Estrie no Quebec.

Estrie é uma região administrativa da província canadense do Quebec. A região possui 10 195 km², 297 917 habitantes e uma densidade demográfica de 29,2 hab./km². Está dividida em seis regionalidades municipais e em 88 municípios.

## Subdivisões

### Regionalidades municipais
- Coaticook
- Le Granit
- Le Haut-Saint-François
- Le Val-Saint-François
- Les Sources
- Memphrémagog

### Cidade Independente
- Sherbrooke